# Andrew Cogliano
Andrew Cogliano, född 14 juni 1987, är en kanadensisk före detta professionell ishockeyspelare som spelade för Edmonton Oilers, Anaheim Ducks, Dallas Stars, San Jose Sharks och Colorado Avalanche i National Hockey League (NHL). 31 december 2013 blev Cogliano den 20:e spelaren i NHL att spela 500 matcher i följd och endast den femte att göra det från början av sin NHL-karriär. 4 november 2017 spelade han sin 800:e match i följd vilket placerade honom som fyra på listan över spelare som spelat 500 matcher och fler i följd. Hans streak slutade på 830 matcher den 14 januari 2018 när Cogliano blev avstängd i två matcher. Cogliano vann Stanley Cup med Avalanche 2022. 
Efter säsongen 2023/24 och 1 294 matcher i NHL meddelade Cogliano sitt karriäravslut.

## Statistik
| 2003–04    | St. Michael's Buzzers  | OPJHL      | 36   | 26  | 46  | 72  | 14  | 24  | 11 | 20 | 31 | 12 |
| 2004–05    | St. Michael's Buzzers  | OPJHL      | 49   | 36  | 66  | 102 | 33  | 25  | 22 | 24 | 46 | 20 |
| 2005–06    | University of Michigan | CCHA       | 39   | 12  | 16  | 28  | 38  | —   | —  | —  | —  | —  |
| 2006–07    | University of Michigan | CCHA       | 38   | 24  | 26  | 50  | 12  | —   | —  | —  | —  | —  |
| 2007–08    | Edmonton Oilers        | NHL        | 82   | 18  | 27  | 45  | 20  | —   | —  | —  | —  | —  |
| 2008–09    | Edmonton Oilers        | NHL        | 82   | 18  | 20  | 38  | 22  | —   | —  | —  | —  | —  |
| 2009–10    | Edmonton Oilers        | NHL        | 82   | 10  | 18  | 28  | 31  | —   | —  | —  | —  | —  |
| 2010–11    | Edmonton Oilers        | NHL        | 82   | 11  | 24  | 35  | 64  | —   | —  | —  | —  | —  |
| 2011–12    | Anaheim Ducks          | NHL        | 82   | 13  | 13  | 26  | 15  | —   | —  | —  | —  | —  |
| 2012–13    | EC KAC                 | EBEL       | 7    | 2   | 4   | 6   | 2   | —   | —  | —  | —  | —  |
| 2012–13    | Anaheim Ducks          | NHL        | 48   | 6   | 18  | 24  | 22  | 7   | 0  | 1  | 1  | 4  |
| 2013–14    | Anaheim Ducks          | NHL        | 82   | 21  | 21  | 42  | 26  | 13  | 1  | 6  | 7  | 8  |
| 2014–15    | Anaheim Ducks          | NHL        | 82   | 15  | 14  | 29  | 14  | 16  | 3  | 6  | 9  | 4  |
| 2015–16    | Anaheim Ducks          | NHL        | 82   | 9   | 23  | 32  | 28  | 7   | 2  | 2  | 4  | 0  |
| 2016–17    | Anaheim Ducks          | NHL        | 82   | 16  | 19  | 35  | 26  | 17  | 1  | 2  | 3  | 9  |
| 2017–18    | Anaheim Ducks          | NHL        | 80   | 12  | 23  | 35  | 41  | 4   | 1  | 0  | 1  | 2  |
| 2018–19    | Anaheim Ducks          | NHL        | 46   | 3   | 8   | 11  | 14  | —   | —  | —  | —  | —  |
| 2018–19    | Dallas Stars           | NHL        | 32   | 3   | 3   | 6   | 8   | 13  | 2  | 0  | 2  | 4  |
| 2019–20    | Dallas Stars           | NHL        | 68   | 3   | 11  | 14  | 30  | 23  | 0  | 2  | 2  | 10 |
| 2020–21    | Dallas Stars           | NHL        | 54   | 5   | 6   | 11  | 24  | —   | —  | —  | —  | —  |
| 2021–22    | San Jose Sharks        | NHL        | 56   | 4   | 11  | 15  | 12  | —   | —  | —  | —  | —  |
| 2021–22    | Colorado Avalanche     | NHL        | 18   | 0   | 1   | 1   | 8   | 16  | 3  | 3  | 6  | 16 |
| 2022–23    | Colorado Avalanche     | NHL        | 79   | 10  | 9   | 19  | 44  | 4   | 0  | 0  | 0  | 0  |
| 2023–24    | Colorado Avalanche     | NHL        | 75   | 6   | 13  | 19  | 16  | 11  | 0  | 5  | 5  | 2  |
| NHL totalt | NHL totalt             | NHL totalt | 1294 | 190 | 274 | 464 | 449 | 131 | 13 | 27 | 40 | 59 |

### Internationellt
| År            | Lag            | Turnering     | Resultat      |    | Matcher | Mål | Assist | Poäng | Utv |
| ------------- | -------------- | ------------- | ------------- | -- | ------- | --- | ------ | ----- | --- |
| 2004          | Canada Ontario | U17           | 1             | 6  | 5       | 7   | 12     | 6     |     |
| 2004          | Kanada         | U18           | 1             | 5  | 4       | 5   | 9      | 22    |     |
| 2006          | Kanada         | JVM           | 1             | 6  | 1       | 4   | 5      | 4     |     |
| 2007          | Kanada         | JVM           | 1             | 6  | 1       | 2   | 3      | 0     |     |
| Junior totalt | Junior totalt  | Junior totalt | Junior totalt | 23 | 11      | 18  | 29     | 32    |     |

## Meriter och utmärkelser
| Merit                | År      |         |
| College              | College | College |
| -------------------- | ------- | ------- |
| All-CCHA Rookie Team | 2006    |         |
| NHL                  |         |         |
| Stanley Cup champion | 2022    |         |